# 盖尔恩豪森
盖尔恩豪森（德語：Gelnhausen，發音：[ɡɛlnˈhaʊzn̩] ⓘ）是德国黑森州达姆施塔特行政区美因-金齐希县的城市，也是美因-金齐希县的县治，面积45.15平方千米，2023年12月31日人口为23,841人。

## 友好城市
盖尔恩豪森与以下城市结为友好城市：
- 法國 克拉姆西
- 義大利 马尔伦戈